# Kenny Dehaes

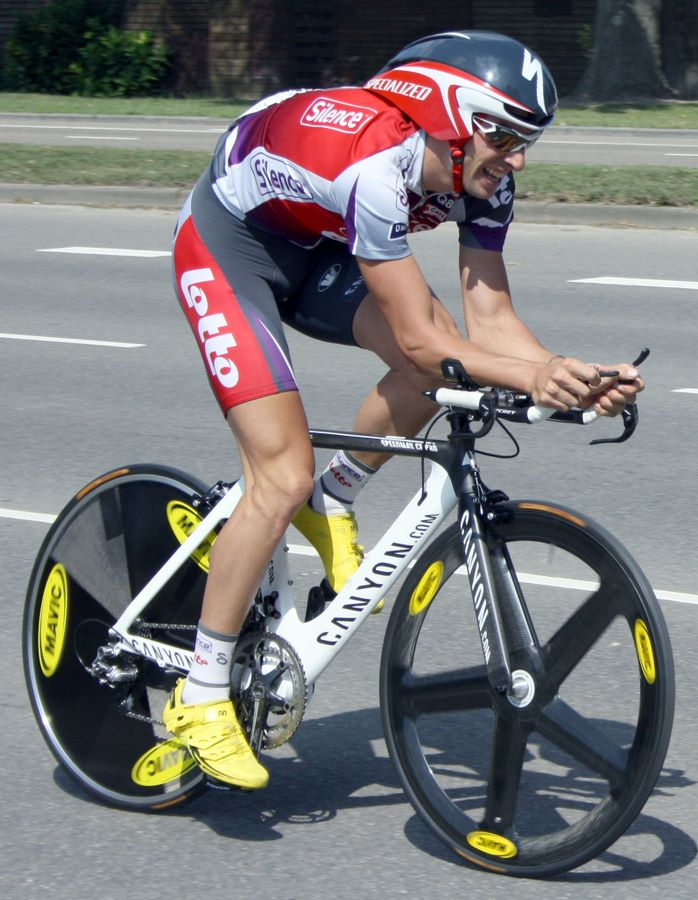
Dehaes bei der Eneco Tour 2009

Kenny De Haes (* 10. November 1984 in Ukkel) ist ein ehemaliger belgischer Radrennfahrer.

## Karriere
Kenny Dehaes gewann 2003 eine Etappe bei der Ronde van Limburg. Im nächsten Jahr gewann er die Trofee van Haspengouw. 2005 fuhr er für das Continental Team Amuzza.com-Davo und entschie die U23-Austragung der Flandern-Rundfahrt für sich.
Ab 2006 stand Dehaes bei dem belgischen Professional Continental Team Chocolade Jacques-Topsport Vlaanderen unter Vertrag. 2007 gewann er Schaal Sels Merksem, im Jahr darauf jeweils eine Etappe von der Vier Tage von Dünkirchen sowie der Belgien-Rundfahrt.
Ab 2013 war Deheas vorrangig bei prestigeträchtigen Eintagesrennen in Belgien erfolgreich: 2007 Handzame Classic und Halle–Ingooigem sowie eine Etappe der Tour de Wallonie, 2014 die Ronde van Drenthe und Nokere Koerse und 2015 den Grote Prijs Stad Zottegem. 2016 gewann er jeweils eine Etappe der Vier Tage von Dünkirchen und der Tour de Picardie sowie die belgische Ronde van Limburg. 2017 gewann er den Gooikse Pijl. Ab der Saison 2018 fuhr er für das Team WB Aqua Protect Veranclassic. In diesem Jahr gewann er noch das Rennen Grand Prix de Denain und den Grand Prix de la ville de Pérenchies.
Nach der Saison 2019, die ohne Sieg geblieben ist, beendete Dehaes seine Karriere als aktiver Radsportler.

## Erfolge
2005
- Flandern-Rundfahrt (U23)

2007
- Schaal Sels Merksem

2008
- eine Etappe Vier Tage von Dünkirchen
- eine Etappe Belgien-Rundfahrt

2013
- Trofeo Palma
- Handzame Classic
- Halle–Ingooigem
- eine Etappe Tour de Wallonie

2014
- Ronde van Drenthe
- Nokere Koerse

2015
- Grote Prijs Stad Zottegem

2016
- eine Etappe Vier Tage von Dünkirchen
- eine Etappe Tour de Picardie
- Ronde van Limburg

2017
- Gooikse Pijl

2018
- Grand Prix de Denain
- Grand Prix de la ville de Pérenchies

## Grand-Tour-Platzierungen
| Grand Tour            | 2013 | 2014 | 2015 | 2016 | 2017 | 2018 |
| --------------------- | ---- | ---- | ---- | ---- | ---- | ---- |
| Giro d’ItaliaGiro     | 155  | DNF  | –    | –    | –    | –    |
| Tour de FranceTour    | –    | –    | –    | –    | –    | –    |
| Vuelta a EspañaVuelta | –    | –    | –    | –    | –    | –    |